# Gutula

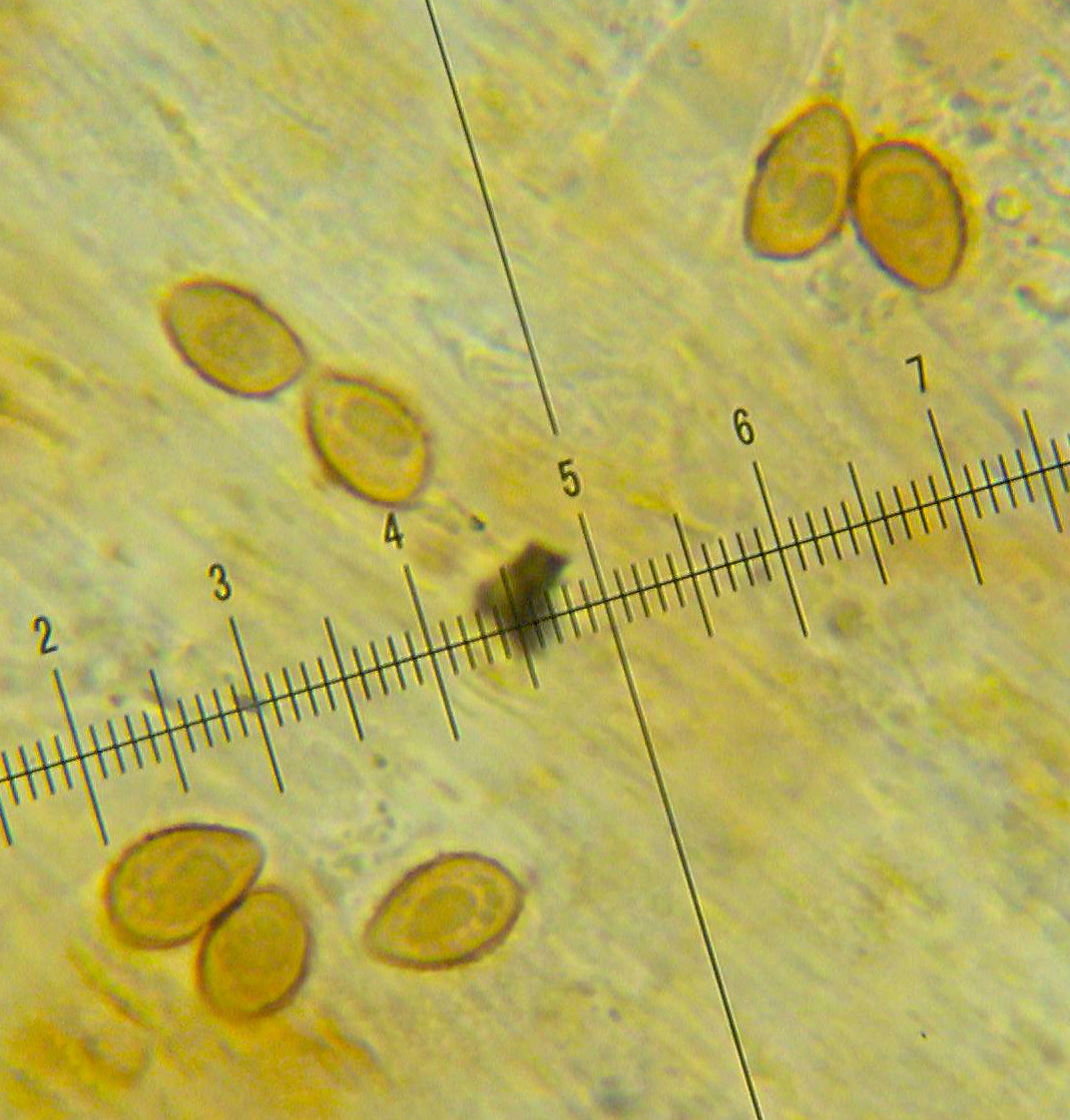
Duże gutule w zarodnikach hełmówki rdzawej

Gutula – oleista kropla występująca w zarodnikach niektórych grzybów. Występowanie gutuli i ich liczba mają duże znaczenie przy mikroskopowym oznaczaniu niektórych gatunków. Pomocne przy ich obserwacji jest użycie 5–10% KOH.